# Молода (притока Уборті)
Молода — річка в Білорусі, у Лельчицькому районі Гомельської області. Права притока Уборті (басейн Прип'яті).

## Опис
Довжина річки 15 км., похил річки — 1,5 м/км. Площа басейну 102 км².

## Розташування
Бере початок на південному заході від Буди Кришникової. Тече переважно на північний захід і на південному заході від Острожанки впадає у річку Уборть, праву притоку Прип'яті.